# Peixe olho-de-barril

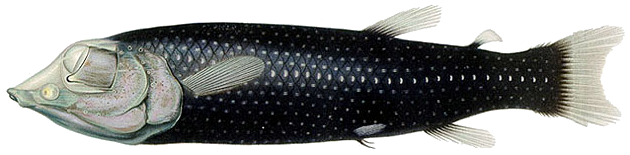
Os olhos de Winteria telescopa diferem ligeiramente dos de outros opistoproctídeos, sendo mais voltados para a frente.

Os peixes olho-de-barril são pequenos peixes argentiniformes do oceano profundo compreendem a família Opisthoproctidae. São encontrados em águas tropicais a temperadas dos oceanos Atlântico, Pacífico e Índico.
Esses peixes são nomeados por causa de seus olhos tubulares em forma de barril, que geralmente são direcionados para cima para detectar as silhuetas das presas. O nome de família Opisthoproctidae é derivado das palavras gregas opisthe 'atrás' e proktos 'ânus'.

## Descrição
A morfologia do Opisthoproctidae varia entre três formas principais: os peixes robustos dos generos Opisthoproctus e Macropinna, os peixes alongados dos generos Dolichopteryx e Bathylychnops, e os peixes fusiformes intermediários dos generos Rhynchohyalus e Winteria .
Todas as espécies têm olhos telescópicos, que projetam-se da cabeça, mas ficam dentro de uma grande cúpula transparente de tecido mole. Na maioria dos peixes da família, os olhos são direcionados para cima, também podendo ser voltados para a frente. O olho opistoproctídeo tem uma lente grande e uma retina com um alto número de bastonetes, com alta densidade de rodopsina; não há cones presentes. Os olhos em barril têm  cabeças transparentes em forma de cúpula; isso presumivelmente permite que os olhos coletem ainda mais luz e protege os olhos sensíveis dos nematocistos (células urticantes) dos sifonóforos, dos quais acredita-se os olho-de-barril podem roubar comida. Também pode servir como lente acessória  ou refratar a luz com um índice muito próximo ao da água do mar. Dolichopteryx longipes é o único vertebrado conhecido que usa um espelho em seus olhos para focar imagens.
A boca dos peixes olho-de-barril é desdentada e pequena, terminando em focinho pontiagudo. Como em famílias relacionadas (por exemplo Argentinidae), um órgão epibranquial ou crumenal está presente atrás do quarto arco branquial . Este órgão - análogo à moela - consiste em um pequeno divertículo em que os rastros branquiais se inserem para triturar a comida. O corpo vivo da maioria das espécies é marrom escuro, coberto por grandes escamas prateadas, ausentes em Dolichopteryx, deixando o corpo branco transparente. Em todas as espécies, um número variável de melanóforos escuros colorem o focinho, a superfície ventral e a linha média.
Também presentes nas espécies Dolichopteryx, Opisthoproctus e Winteria estão órgãos luminosos. Dolichopteryx possui vários ao longo do comprimento de sua barriga, e Opisthoproctus possui um único órgão luminoso na forma de uma bolsa retal. Esses órgãos brilham devido à presença de bactérias bioluminescentes simbiontes, em particular Photobacterium phosphoreum (família Vibrionaceae). As superfícies ventrais das espécies de Opisthoproctus são caracterizadas por uma 'sola' achatada e saliente; em Opisthoproctus grimaldii e Opisthoproctus soleatus, esta sola pode atuar como um refletor, direcionando a luz emitida para baixo.

## Espécies
A família possui 23 espécies em 10 generos:
- Bathylychnops
  - Bathylychnops brachyrhynchus (Parr, 1937).
  - Bathylychnops chilensis Parin, Belyanina & Evseenko, 2009.
  - Bathylychnops exilis Cohen, 1958.
- Dolichopteroides
  - Dolichopteroides binocularis (Beebe 1932).
- Dolichopteryx
  - Dolichopteryx anascopa Brauer, 1901.
  - Dolichopteryx andriashevi Parin, Belyanina & Evseenko, 2009.
  - Dolichopteryx longipes (Vaillant, 1888).
  - Dolichopteryx minuscula Fukui & Kitagawa, 2006.
  - Dolichopteryx nigripes Prokofiev, 2020.[9]
  - Dolichopteryx parini Kobyliansky & Fedorov, 2001.
  - Dolichopteryx pseudolongipes Fukui, Kitagawa & Parin, 2008.
  - Dolichopteryx rostrata Fukui & Kitagawa, 2006.
  - Dolichopteryx trunovi Parin, 2005.
- Duolentops Prokofiev, 2020.[9]
  - Duolentops minuscula Prokofiev, 2020.
- Ioichthys
  - Ioichthys kashkini Parin 2004.
- Macropinna
  - Macropinna microstoma Chapman, 1939.
- Monacoa[10]
  - Monacoa grimaldii (Zugmayer, 1911).
  - Monacoa griseus Poulsen et al., 2016.
  - Monacoa niger Poulsen et al., 2016.
- Opisthoproctus
  - Opisthoproctus soleatus Vaillant, 1888.
- Rhynchohyalus
  - Rhynchohyalus natalensis (Gilchrist & von Bonde, 1924).
  - Rhynchohyalus parbevs Prokofiev & Kukuev, 2020 .
- Winteria
  - Winteria telescopa Brauer, 1901.